# 434678 Curlin
434678 Curlin este o planetă minoră (asteroid), cu un diametru de 2,205 km, din centura de asteroizi. A fost descoperită pe 22 ianuarie 2006 la Nogales de Jean-Claude Merlin⁠(d). 
Obiectul prezintă o orbită caracterizată de o semiaxă mare de 2,6046779932648 UAi, o excentricitate de 0,14638880697541, o înclinație de 5,4265673417572 ° în raport cu ecliptica.